# Andrzej Chryzostom Załuski
Andrzej Chryzostom Załuski, född 1650, död 12 maj 1711 i Dobre Miasto, var en polsk biskop och politiker, farbror till Andrzej Stanisław och Józef Andrzej Załuski.
Załuski intog under Johan III Sobieskis tid en framstående ställning vid polska hovet och utnämndes av denne till biskop först i Kiev, därefter i Płock. Efter Sobieskis död arbetade han först för prinsens av Conti val till polsk kung, men övergick sedan till det sachsiska partiet och utnämndes av August II efter dennes tronbestigning till biskop av Ermland och kronstorkansler (1698).
Załuski uppträdde flera gånger mot Augusts omoraliska liv, begärde slutligen sitt avsked 1703  och skickades 1705 som statsfånge till Ancona. Efter freden i Altranstädt (1706) fick han återvända till Polen och blev efter Stanisław I:s fördrivning 1709 åter storkronkansler. Av stor betydelse för hans tids historia är hans korrespondens, av vilken en del utgavs redan under hans liv, Epistolarum historico-familiarium emendatio (sex band, 1709–11).